# 捜査一課・澤村慶司
『捜査一課・澤村慶司』（そうさいっか・さわむらけいじ）は、堂場瞬一による日本の警察小説のシリーズ。角川書店より書き下ろしで刊行されている。2013年より、反町隆史主演でテレビドラマ化されている。

## シリーズ一覧
| # | タイトル     | 単行本 （角川書店）                  | 文庫本 （角川文庫）                   |
| - | ------------ | ------------------------------------ | ------------------------------------- |
| 1 | 逸脱         | 2010年9月01日 ISBN 978-4-04-874092-0 | 2012年09月25日 ISBN 978-4-04-100472-2 |
| 2 | 歪（ひずみ） | 2012年2月01日 ISBN 978-4-04-110099-8 | 2013年11月22日 ISBN 978-4-04-101086-0 |
| 3 | 執着         | 2013年2月28日 ISBN 978-4-04-110394-4 | 2015年02月25日 ISBN 978-4-04-101645-9 |

## 登場人物
澤村 慶司（さわむら けいじ）
神奈川県警捜査一課強行班 → 神奈川県警長浦南署 刑事。37歳。
歩きやすい恰好が一番との理由でスーツの着用を拒み、ジーンズを好んで履いているが、上司からは度々たしなめられている。
常に被害者を忘れないために、私物のデジタルカメラで事件現場で写真を撮る習慣があり、事件の解決如何に関わらず、自宅のパソコンでデータを管理している。慢性的な不眠症に悩まされており、薬を処方されている。
谷口（たにぐち）
神奈川県警捜査一課長 警視。ここ何代かの課長では最年少。
西浦（にしうら）
神奈川県警捜査一課管理官 警視。小太り。

## テレビドラマ
フジテレビ系列「金曜プレステージ」にて反町隆史主演でテレビドラマ化されている。

### キャスト
- 澤村慶司（神奈川県警捜査一課刑事 → 港湾署刑事課） - 反町隆史
- 永沢初美（神奈川県警捜査一課 巡査部長） - 比嘉愛未
- 橋詰真之（神奈川県警捜査一課情報分析官） - ムロツヨシ
- 西浦喬（神奈川県警捜査一課管理官 警視） - 相島一之
- 狭間千恵美（過去に人質にされた際の負傷で声を失った少女） - 日向ななみ（第1作）、杉咲花（第2作）
- 谷口吾郎（神奈川県警捜査一課長 警視） - 橋爪功

#### ゲスト
第1作「逸脱」（2013年）
- 浅羽克己 - 白竜
- 女 - 遊井亮子
- 菊村勇夫 - 飯田基祐
- 畑野圭子 - 長内美那子
- 武生仁（鑑識官） - 本城丸裕
- 柏原一光（刑事部長） - 窪園純一
- 鬼塚鉄平（元刑事・澤村の先輩） - 片岡鶴太郎
- 長倉礼二（第三の被害者） - 河野安郎
- 相馬 - 小橋川よしと
- 上杉陽一、高瀬媛子、五辻真吾、田畑亜弥、池野浩子、佐藤裕、大谷典之、小野豊、堰沢結衣（子役）、溝口太陽（子役）、清水凛（子役）、阿部航大（子役）

第2作「執着」（2014年）
- 吉野修一（港湾署刑事課 巡査長） - 忍成修吾
- 春山寛司（港湾署刑事課 巡査部長） - 螢雪次朗
- 杉浦義彦（港湾署長 谷口とは同期） - 岡本富士太
- 竹山理彩（被害者 サイバーフォーム派遣社員） - 徳永えり
- 折口真（サイバーフォーム社員 理彩にストーカー行為を働いていた） - 武子太郎
- 竹山美和（理彩の母 クラブ経営者） - 朝加真由美
- 藤巻智也（サイバーフォーム社員 理彩の上司） - 三浦誠己（幼少期：阿由葉朱凌）
- 藤巻の父 - 伊藤信隆
- 藤巻の母 - 泉美樹里
- 松井彩理（理彩の中学時代からの友人） - 滝裕可里
- 松井孝義（彩理の夫） - 斉藤祥太
- 増岡警部 - 春海四方
- 武本刑事 - 関貴昭
- 溝渕刑事 - 森本のぶ
- 牧内刑事 - 加藤満
- 木村健一（千恵美に恋をしている少年） - 吉田翔

### スタッフ
- 脚本 - 吉川次郎
- 監督 - 西浦正記
- 警察監修 - 伊藤剛一
- 手話指導 - 南瑠霞（手話あいらんど）
- アクションコーディネーター - 深作覚（1）、小原剛（2）
- ガンエフェクト - BIGSHOT
- 操演 - スプリーム・エフェクト
- CG - 田中貴志
- 技術協力 - ビデオスタッフ
- 照明協力 - ザ・ホライズン
- 美術協力 - 京映アーツ
- 音響効果 - スポット
- ポスプロ - バスク
- フジテレビ編成企画 - 水野綾子
- プロデューサー - 椿宜和（角川映画）、竹下舞（角川映画）、稲葉尚人（角川映画）
- 制作 - フジテレビ
- 制作著作 - 角川映画

### 放送日程
| 話数 | 放送日        | サブタイトル | 脚本     | 演出     |
| ---- | ------------- | ------------ | -------- | -------- |
| 1    | 2013年2月15日 | 逸脱         | 吉川次郎 | 西浦正記 |
| 2    | 2014年3月07日 | 執着         | 吉川次郎 | 西浦正記 |